# Привольненское сельское поселение (Ростовская область)
Привольненское сельское поселение — сельское поселение в Ремонтненском районе Ростовской области.
Административный центр поселения — посёлок Привольный.

## Состав сельского поселения
| № | Населённый пункт | Тип населённого пункта          | Население |
| - | ---------------- | ------------------------------- | --------- |
| 1 | Новопривольный   | посёлок                         | 604       |
| 2 | Привольный       | посёлок, административный центр | 1050      |

## Население
| 2010  | 2012  | 2013  | 2014  | 2015  | 2016  | 2017  | 2018  | 2019  |
| ----- | ----- | ----- | ----- | ----- | ----- | ----- | ----- | ----- |
| 1654  | ↗1691 | ↗1695 | ↘1682 | ↗1716 | ↗1725 | ↘1718 | ↘1707 | ↘1706 |
| 2020  | 2021  |       |       |       |       |       |       |       |
| ↗1713 | ↗1718 |       |       |       |       |       |       |       |